# Space Camp - Gravità zero
Space Camp - Gravità zero (SpaceCamp) è un film del 1986 di Harry Winer. È una commedia fantascientifica avventurosa ispirata allo Space Camp USA ad Huntsville in Alabama. Il film è noto per essere stato stroncato dalla critica, che allora lo definì "l'incubo del mercato"; lo scarso successo della pellicola deriva dal fatto che essa fu distribuita meno di cinque mesi dopo il Disastro dello Space Shuttle Challenger del 28 gennaio 1986, che procurò la morte dei sette membri dell'equipaggio.

## Trama
Quattro adolescenti e un ragazzo dodicenne decidono di andare durante l'estate allo Space Camp, un centro di apprendimento per conoscere il programma spaziale della NASA e per formare dei futuri astronauti. Qui incontrano il loro istruttore, Andie Bergstrom, un'astronauta della NASA, frustrata perché non le è ancora stata assegnata una missione Space Shuttle. La sua amarezza è aggravata dal fatto che il marito, il direttore del campo Zach Bergstrom, è un astronauta che è arrivato sulla Luna.
Max fa amicizia con un robot di nome Jinx, che è stato ritenuto inadatto per lo spazio di lavoro, perché surriscaldato e perché esegue i comandi in modo eccessivamente letterale. Max e il robot si dichiarano "amici per sempre", Rudy vuole aprire il primo franchising di fast food sulla luna e Tish si rivela essere, nonostante le apparenze di ragazza semplice, un genio con una memoria fotografica. Kevin corteggia Kathryn, lui le dà un appuntamento e lei accetta, i due riescono a saltare il coprifuoco e arrivano vicino alla rampa di lancio; Kevin infatti riesce a farsi dire da Jinx le vie non sorvegliate per andare all'appuntamento, ma lo stesso robot dice involontariamente a Andie e Zach dove sono i due. Andie spiega a Kathryn che lei ha la giusta determinazione per realizzare la sua ambizione: diventare pilota di uno Shuttle, questo è il motivo per cui Andie le riserva sempre un duro trattamento.
Kevin sfoga la sua rabbia su Max, quest'ultimo sconvolto afferma "... Vorrei essere nello spazio ...", Jinx che è presente in quel momento lo prende alla lettera ed entra segretamente nella sala computer della NASA, programma così tramite i computer un guasto a copertura termica sull'Atlantis Space Shuttle, su cui la NASA deve procedere a un controllo motori permettendo anche ad alcuni studenti dello Space Camp di poter assistere a questo controllo direttamente sullo Shuttle come veri astronauti. Max, Rudy, Trish, Kevin e Kathryn vengono scelti per assistere alla prova motori, mentre il gruppo si trova a bordo viene attivato il "guasto a copertura termica". Ciò provoca l'accensione di uno dei propulsori durante la prova motori. Il controllo di lancio è così costretto ad accendere il secondo propulsore e lanciare la navetta nello spazio per evitare un incidente.
Questo Shuttle non era pronto per un eventuale decollo, esso infatti non è dotato di radio a lungo raggio e possiede una ridotta riserva di ossigeno, non sufficiente per il rientro alla Edwards Air Force Base. Così i sei decidono di recarsi alla Stazione Spaziale Dedalo, una stazione ancora in costruzione ma già funzionante, fornita di contenitori d'ossigeno. Si rendono conto inoltre di non avere la radio a lungo raggio, così Tish inizia ad inviare un segnale, utilizzando un interruttore, in codice Morse alla NASA, che però non viene notato dal controllo a terra.
Andie tuttavia si accorge di essere "un po' troppo grande" per raggiungere i contenitori di ossigeno, così i ragazzi spediscono Max per aiutarla, dato che è abbastanza piccolo di corporatura per poter prendere i contenitori. Max però guarda in basso e comincia a farsi prendere dal panico fino a quando Kevin, sapendo che Max è un fan di Guerre stellari, comincia a chiamarlo Luke, e gli dice di usare la Forza. Max allora si calma e insieme a Andie recupera i contenitori.
Nella navetta, Rudy cerca di decifrare gli schemi tecnici per capire come alimentare l'ossigeno nei serbatoi. La sua mancanza di precisione frustra Kathryn, che cerca di leggere lo schema e fornisce istruzioni sbagliate ad Andie. Rudy però riesce a far valere la propria parola e fornisce ad Andie le istruzioni corrette. Kathryn comprende così di aver quasi causato un disastro.
Il secondo contenitore d'ossigeno agganciato si muove improvvisamente ferendo Andie. Ignari di ciò, dalla Terra iniziano la sequenza di pilota automatico per far atterrare la navetta; Andie tuttavia è fuori dallo Shuttle quando inizia il processo di chiusura delle porte, così Kevin con un gesto determinante disattiva il pilota automatico e fa riaprire le porte. L'equipaggio recupera Andie e decide, non avendo sufficiente ossigeno per la successiva uscita di atterraggio all'Edwards Air Force, di far atterrare lo Shuttle a White Sands in Nuovo Messico, e Tish utilizza il codice Morse per segnalare alla NASA la loro decisione. Da terra Jinx capta il segnale e lo porta all'attenzione di Zach che fino ad allora non era riuscito a vederlo, Zach allora chiama White Sands per lo sbarco. Con Andie ferita, Kathryn svolge il suo ruolo di pilota, ma non riesce a portare la navetta all'angolo di 30° per l'atterraggio; alla Edwards Air Force nel frattempo perdono i contatti con lo Shuttle. Kathryn riesce infine a concentrarsi ed esegue un atterraggio perfetto, la base riprende i contatti con la navetta e Kevin l'avvisa della loro presenza.

## Accoglienza
Il film ottenne scarsi risultati al botteghino, incassando meno di 10 milioni negli Stati Uniti.
La critica osservò pareri contrastanti sul film, e solo il 40% dei critici dettero al film un giudizio positivo. In molti considerarono "indelicata" la scelta di realizzare un film sul programma Space Shuttle dopo il drammatico incidente del Challenger.

## Colonna sonora
La colonna sonora del film è stata realizzata da John Williams.
1. Main Title – 3:13
2. Training Montage – 2:04
3. The Shuttle – 5:07
4. The Computer Room – 1:58
5. Friends Forever – 2:24
6. In Orbit – 3:17
7. White Sands – 6:57
8. Space Camp – 4:12
9. Viewing Daedalus – 2:48
10. Max Breaks Loose – 2:26
11. Andre In Started – 4:13
12. Max Finds Courage – 2:24
13. Re-entry – 4:00
14. Home Again – 3:32

1. Main Title - 3:13
2. Training Montage - 2:04
3. The Shuttle - 5:07
4. The Computer Room - 1:58
5. Friends Forever - 2:24
6. In Orbit - 3:17
7. White Sands - 6:57
8. Space Camp - 4:12
9. Viewing Daedalus - 2:48
10. Max Breaks Loose - 2:26
11. Andre In Started - 4:13
12. Max Finds Courage - 2:24
13. Re-entry - 4:00
14. Home Again - 3:32

Nel film è possibile però ascoltare anche canzoni di artisti del tempo come i Dire Straits, Joseph Williams ed Eric Clapton.
- Forever Man di Eric Clapton
- Turn It Up e Don't Look Back di Joseph Williams
- So Far Away e Walk Of Life dei Dire Straits
- American Girl di Paul Gordon feat. Joseph Williams